# 老鸦河水库
老鸦河水库是中国河南省信阳市平桥区平昌关镇境内的一座水库，位于老鸦河上，建于1969年。水库正常库容为1555万立方米，集雨面积为84平方千米，海拔为104米。